# June Knight
June Knight (ur. 22 stycznia 1913, zm. 16 czerwca 1987) – amerykańska aktorka broadwayowa i filmowa.

## Wyróżnienia
Została uhononorowana gwiazdą na słynnej Alei Gwiazd w Hollywood.